# Can’t Take Me Home
Can’t Take Me Home (с англ. — «Не могу пойти домой») — дебютный студийный альбом американской поп-певицы Пинк, выпущенный в США 4 апреля 2000 года на лейбле LaFace Records. С пластинки было выпущено три сингла: «There You Go», «Most Girls» и «You Make Me Sick». Альбом закрепился на двадцать шестой строчке в американском Billboard 200. С июля 2006 он был распродан 3.6 миллионами копий, согласно Nielsen SoundScan. Его продюсировали Kevin "She'kspere" Briggs, Babyface, Канди Беррасс, Terence "Tramp Baby" Abney, Дэрил Симмонс и Трики Стюарт.

## Реакция критиков
Can’t Take Me Home получил смешанные отзывы критиков. Рецензент AllMusic Стивен Томас Эрлевайн высказал мнение, что дебют Пинк, даже если его нельзя назвать идеальным, получился весьма сильным. Журналист отметил, что аранжировки треков на пластинке «переливаются от искусных ритмов драм-машины к зною медленных грувов». Исполнение Пинк, по словам обозревателя, вполне соответствует продюсированию диска: «возможно, пока ей не очень уверенно и душевно удаётся исполнять баллады, но она никогда не переигрывает». По мнению рецензента, хотя на пластинке нет проходных треков, сильных хитов здесь тоже нет. В заключение обозреватель отметил, что хотя диску не удалось избежать недочётов, свойственных дебютным альбомам, благодаря продюсированию Бэйбифейса и Эл-Эй Рида и таланту певицы её первая работа всё равно выглядит многообещающе.

## Список композиций
| №                   | Название                     | Автор(ы) | Продюсер(ы)                                 | Длительность |
| ------------------- | ---------------------------- | --- | ------------------------------------------- | ------------ |
| 1.                  | «Split Personality»          | Алиша «Пинк» Мур, Теренс «Tramp-Baby» Эбни, Кеннет «Babyface» Эдмондс                                       | Бэйбифейс, Эбни, Дэрил Симмонс              | 4:01         |
| 2.                  | «Hell wit Ya»                | Мур, Кевин «She'kspere» Бриггс, Канди Буррусс, Дариус Грин                                                  | Бриггс, Буррусс[a]                          | 2:58         |
| 3.                  | «Most Girls»                 | Эдмондс, Дэймон Томас                                                                                       | Бэйбифейс                                   | 4:59         |
| 4.                  | «There You Go»               | Мур, Бриггс, Буррусс                                                                                        | Бриггс, Буррусс[a]                          | 3:23         |
| 5.                  | «You Make Me Sick»           | Оби Нвобоси, Эйнсворт Прасад, Мартони Табб                                                                  | Бэйбифейс, Энтони Президент, Брейнс Димильо | 4:08         |
| 6.                  | «Let Me Let You Know»        | Нил Крек, Шон Холл, Кристофер «Трики» Стюарт, Робин Тик                                                     | Трики Стюарт, Холл                          | 4:45         |
| 7.                  | «Love Is Such a Crazy Thing» | Джейсон Бойд, Дэрон Джонс, Майкл Кит, Куиннес Паркер, Марвин Скендрик, Лемонт «Stro» Максвелл, Кортни Силлс | Лемонт Максвелл, Джонс                      | 5:14         |
| 8.                  | «Private Show»               | Кеннет Карлин, Андреа Мартин, Айван Матиас, Карстен Шак                                                     | Soulshock & Karlin                          | 4:15         |
| 9.                  | «Can't Take Me Home»         | Мур, Гарольд Фрейзер, Стив «Rhythm» Кларк                                                                   | The Specialists, Кларк                      | 3:39         |
| 10.                 | «Stop Falling»               | Мур, Уилл Бейкер, Питер Вудруф                                                                              | Will & Pete                                 | 5:51         |
| 11.                 | «Do What You Do»             | Джеймс Холлинс, Эзекиель Льюис, Каван Пратер, Морис «Big Reese» Синклер                                     | P.A.                                        | 3:58         |
| 12.                 | «Hiccup»                     | Мур, Гарольд Фрейзер, Делуи Авант, Стив «Rhythm» Кларк                                                      | The Specialists, Кларк                      | 3:32         |
| 13.                 | «Is It Love»                 | Мур, Фрейзер, Авант, Кларк, Аарон Филлипс                                                                   | Кларк, Пинк[b]                              | 3:38         |
| Общая длительность: | Общая длительность:          | Общая длительность:                                                                                         | Общая длительность:                         | 54:21        |

| №                   | Название                       | Автор(ы)             | Длительность |
| ------------------- | ------------------------------ | -------------------- | ------------ |
| 14.                 | «There You Go (Sovereign Mix)» | Мур, Бриггс, Буррусс | 6:20         |
| 15.                 | «Most Girls (X-Men Vocal Mix)» | Эдмондс, Томас       | 4:53         |
| Общая длительность: | Общая длительность:            | Общая длительность:  | 65:34        |

Примечания
- ↑  означает вокального продюсера
- ↑  означает сопродюсера
- В песне «Let Me Let You Know» содержится семпл из композиции «Cease the Bombing», написанной Нилом Криком и исполненной Грантом Грином.

## Участники записи
- Алиша Мур — Вокал
- Terence «Tramp Baby» Abney — Клавишные, Продюсер, Барабанное программирование
- Babyface — Продюсер
- Стив «Ритм» Кларк — Продюсер, Барабанное программирование
- Уилл Бэйкер — Вокальная аранжировка
- Стив Боман — Ассистент
- Керрен .берц — Струнные, струнная аранжировка
- Эллиот Блэйкли — Ассистент
- Павел Баутин — Инженер
- Джейсон Бойд — Аранжировщик
- Джош Батлер — Инженер
- Ральф Каккири — Ассистент
- Крис Чемпион — Ассистент
- Роб Ширелли — Микширование
- Крисси Конвэй — Бэк-вокал
- Лайза Купер — Стилист
- Шэрон A. Дэйли — отдел по поиску новых исполнителей
- Regina Дэвенпорт — Координирование артиста
- Кевин «КД» Дэвис — Микширование
- Блэйк Айзман — Инженер
- Даниэла Федеричи — Фотограф
- Пол Фоули — Инженер
- Шерри Форд-Пейн — Бэк-вокал
- Джон Фрай — Инженер

## Чарты
| Чарт (2000)                                   | Наивысшая позиция |
| --------------------------------------------- | ----------------- |
| Australian ARIA Albums Chart                  | 10                |
| Бельгийские Ultratop 50 Альбомы (Wallonia)    | 48                |
| Canadian Albums Chart                         | 20                |
| Dutch Albums Chart                            | 58                |
| German Albums Chart                           | 85                |
| Irish Albums Chart                            | 23                |
| Новозеландский RIANZ Альбомный Чарт           | 12                |
| UK Albums Chart                               | 13                |
| U.S. Billboard 200                            | 26                |
| Американский Billboard Top R&B/Hip-Hop Albums | 23                |

### Сертификации
| Территория     | Орган сертификации | Сертификация | Продажи   |
| -------------- | ------------------ | ------------ | --------- |
| Австралия      | ARIA               | 2× Платина   | 140,000+  |
| Канада         | CRIA               | 2× Платина   | 200,000+  |
| Великобритания | BPI                | Платина      | 500,000+  |
| США            | RIAA               | 2× Платина   | 2,600,000 |
| По всему миру  | RIAA               | 2x Платина   | 4,000,000 |